# Kan Takahama
Kan Takahama (Amakusa, 6 d'abril de 1977) és una autora de manga japonesa. L'any 2020 va guanyar el Premi Osamu Tezuka, per l'obra Nyx no Lantern. El seu primer còmic publicat va ser Monokuro Kinderbook, aparegut a l'editorial Kōdansha, i que recopilava diverses històries curtes aparegudes a la revista Garo des del seu debut l'any 2001.